# Estônia nos Jogos Olímpicos de Verão de 1920
A Estônia nos Jogos Olímpicos de Verão de 1920, em Antuérpia, na Bélgica competiu representado por 14 atletas masculinos, que disputaram provas de dezenove modalidades esportivas de três esportes diferentes, conquistando um total de 3 medalhas, sendo 1 de ouro e duas de prata.
Esta foi a primeira aparição do país nos jogos e o país com suas três medalhas conquistadas terminou na 14ª colocação no quadro geral de medalhas da competição.

## Medalhistas
| Medalha | Nome           | Esporte               | Evento             |
| ------- | -------------- | --------------------- | ------------------ |
| Ouro    | Alfred Neuland | Levantamento de pesos | Peso leve          |
| Prata   | Jüri Lossmann  | Atletismo             | Maratona masculina |
| Prata   | Alfred Schmidt | Levantamento de pesos | Peso médio.        |